# Élections législatives de 1968 en Martinique
Les élections législatives françaises de 1968 se déroulent le 23 juin. Dans le département de la Martinique, trois députés sont à élire dans le cadre de trois circonscriptions.

## Élus
| Circonscription | Député sortant | Parti | Parti | Député élu ou réélu | Parti | Parti |
| --------------- | -------------- | ----- | ----- | ------------------- | ----- | ----- |
| 1re             | Camille Petit  |       | UDR   | Camille Petit       |       | UDR   |
| 2e              | Aimé Césaire   |       | PPM   | Aimé Césaire        |       | PPM   |
| 3e              | Victor Sablé   |       | RI    | Victor Sablé        |       | RI    |

## Résultats

### Résultats à l'échelle du département
|                | Union pour la défense de la République          | 31 461  | 39,82  | 1 |  |  |
|                | Républicains indépendants                       | 14 634  | 18,52  | 1 |  |  |
|                | Union des républicains de progrès               | 46 095  | 58,34  | 2 |  |  |
|                |                                                 |         |        |   |  |  |
|                | Fédération socialiste de la Martinique          | 3 671   | 4,65   | 0 |  |  |
|                | Fédération de la gauche démocrate et socialiste | 3 671   | 4,65   | 0 |  |  |
|                |                                                 |         |        |   |  |  |
|                | Parti progressiste martiniquais                 | 15 907  | 20,13  | 1 |  |  |
|                | Parti communiste martiniquais                   | 13 342  | 16,89  | 0 |  |  |
|                |                                                 |         |        |   |  |  |
| Inscrits       | Inscrits                                        | 148 693 | 100,00 | 3 |  |  |
| Abstentions    | Abstentions                                     | 65 985  | 44,38  |   |  |  |
| Votants        | Votants                                         | 82 708  | 55,62  |   |  |  |
| Blancs et nuls | Blancs et nuls                                  | 3 693   | 4,47   |   |  |  |
| Exprimés       | Exprimés                                        | 79 015  | 95,53  |   |  |  |

### Résultats par circonscription

#### Première circonscription (Nord - La Trinité)
| | Camille Petit sortant réélu | UDR (URP)      | 16 794 | 67,25  |  |  |  |
| | Sévère Cerland              | PCM            | 4 508  | 18,05  |  |  |  |
| | Emmanuel Serbin             | FSM            | 3 671  | 14,70  |  |  |  |
| |                             |                |        |        |  |  |  |
| Inscrits | Inscrits                    | Inscrits       | 51 947 | 100,00 |  |  |  |
| Abstentions | Abstentions                 | Abstentions    | 25 857 | 49,78  |  |  |  |
| Votants | Votants                     | Votants        | 26 090 | 50,22  |  |  |  |
| Blancs et nuls | Blancs et nuls              | Blancs et nuls | 1 117  | 4,28   |  |  |  |
| Exprimés | Exprimés                    | Exprimés       | 24 973 | 95,72  |  |  |  |
| Source : France, Ministère de l'intérieur. Les Elections législatives . Métropole., la Documentation française, 1974 (lire en ligne) |                             |                |        |        |  |  |  |

#### Deuxième circonscription (Centre - Fort-de-France)
| | Aimé Césaire sortant réélu | PPM            | 15 907 | 52,03  |  |  |  |
| | Émile Maurice              | UDR (URP)      | 14 667 | 47,97  |  |  |  |
| |                            |                |        |        |  |  |  |
| Inscrits | Inscrits                   | Inscrits       | 49 916 | 100,00 |  |  |  |
| Abstentions | Abstentions                | Abstentions    | 17 872 | 35,8   |  |  |  |
| Votants | Votants                    | Votants        | 32 044 | 64,2   |  |  |  |
| Blancs et nuls | Blancs et nuls             | Blancs et nuls | 1 470  | 4,59   |  |  |  |
| Exprimés | Exprimés                   | Exprimés       | 30 574 | 95,41  |  |  |  |
| Source : France, Ministère de l'intérieur. Les Elections législatives . Métropole., la Documentation française, 1974 (lire en ligne) |                            |                |        |        |  |  |  |

#### Troisième circonscription (Sud - Le Marin)
| | Victor Sablé sortant réélu | RI (URP)       | 14 634 | 62,36  |  |  |  |
| | Georges Gratiant           | PCM            | 8 834  | 37,64  |  |  |  |
| |                            |                |        |        |  |  |  |
| Inscrits | Inscrits                   | Inscrits       | 46 830 | 100,00 |  |  |  |
| Abstentions | Abstentions                | Abstentions    | 22 256 | 47,53  |  |  |  |
| Votants | Votants                    | Votants        | 24 574 | 52,47  |  |  |  |
| Blancs et nuls | Blancs et nuls             | Blancs et nuls | 1 106  | 4,5    |  |  |  |
| Exprimés | Exprimés                   | Exprimés       | 23 468 | 95,5   |  |  |  |
| Source : France, Ministère de l'intérieur. Les Elections législatives . Métropole., la Documentation française, 1974 (lire en ligne) |                            |                |        |        |  |  |  |